# Made in China (filme)
Made in China é um filme de comédia brasileiro, dirigido e adaptado por  Estevão Ciavatta. É estrelado por Regina Casé e Xande de Pilares.

## Sinopse
Francis (Regina Casé) é vendedora na Casa São Jorge, que pertence ao árabe Seu Nazir (Otávio Augusto), e tenta ajudar o patrão a não perder sua clientela para a Casa do Dragão, recém-aberta pelo chinês Chao (Tony Lee). Com o apoio da colega de trabalho e fiel escudeira Andressa (Juliana Alves) e de Carlos Eduardo (Xande de Pilares), seu namorado, Francis investiga a concorrência e tenta desvendar por que as mercadorias chinesas são as mais baratas da Saara.

## Elenco
- Regina Casé como Francis
- Xande de Pilares como Carlos Eduardo
- Otávio Augusto como Seu Nazir
- Juliana Alves como Andressa
- Luis Lobianco como Peri
- Tony Lee como Chao
- Yili Chang como Din Din
- Liú Wang como Lai
- Gilberto Marmorosch como Bernard
- Mumuzinho como Cliente de Francis
- Carla Cristina como Cliente de Francis
- Ana Paula Botelho como Cliente de Francis
- Dja Marthins como Cliente de Francis
- Chan Suan como Cliente da Lingerie